# Hieracium albidulum
Hieracium albidulum es una especie de planta con flor del género Hieracium, de la familia Asteraceae, orden Asterales.

## Distribución
Hieracium albidulum se distribuye por Noruega, Suecia, Dinamarca y Estonia.

## Taxonomía
Fue descrita científicamente por T. Durand & B. D. Jacks. Fue publicada en Index Kew., Suppl. 1: 205 (1902).